# Världsmästerskapen i nordisk skidsport 1958
Världsmästerskapen i nordisk skidsport 1958 ägde rum i Lahtis i Finland, med längdskidåkning den 2-8 mars 1958, nordisk kombination den 2-3 mars 1958 och backhoppning den 9 mars 1958. För första gången i efterkrigstid tävlade tyskar, nu dock som Västtyskland och Östtyskland.

## Längdåkning herrar

### 15 kilometer
4 mars 1958
| Medalj | Tävlande                           | Tid     |
| Guld   | Veikko Hakulinen, Finland          | 48.58,3 |
| Silver | Pavel Koltjin, Sovjetunionen       | 49.11,8 |
| Brons  | Anatolij Sjeljuchin, Sovjetunionen | 49.29,4 |

### 30 kilometer
2 mars 1958
| Medalj | Tävlande                     | Tid       |
| Guld   | Kalevi Hämäläinen, Finland   | 1:40.03,0 |
| Silver | Pavel Koltjin, Sovjetunionen | 1:40.15,2 |
| Brons  | Sixten Jernberg, Sverige     | 1:40.44,4 |

### 50 kilometer
8 mars 1958
| Medalj | Tävlande                  | Tid       |
| Guld   | Sixten Jernberg, Sverige  | 2:56.21,9 |
| Silver | Veikko Hakulinen, Finland | 2:57.39,7 |
| Brons  | Arvo Viitanen, Finland    | 2:58.49,5 |

### 4 × 10 kilometer stafett
6 mars 1958
| Medalj | Lag                                                                                  | Tid       |
| ------ | ------------------------------------------------------------------------------------ | --------- |
| Guld   | Sverige (Sixten Jernberg, Lennart Larsson, Sture Grahn, Per-Erik Larsson)            | 2:18.15,0 |
| Silver | Sovjetunionen (Fjodor Terentjev, Nikolaj Anikin, Anatolij Sjeljuchin, Pavel Koltjin) | 2:18.44,4 |
| Brons  | Finland Kalevi Hämäläinen, Arto Tiainen, Arvo Viitanen, Veikko Hakulinen)            | 2:19.23,2 |

## Längdåkning damer

### 10 kilometer
5 mars 1958
| Medalj | Lag                              | Tid     |
| Guld   | Alevtina Koltjina, Sovjetunionen | 44.49,0 |
| Silver | Ljubov Kozyreva, Sovjetunionen   | 45.28,2 |
| Bronze | Siiri Rantanen, Finland          | 46.02,8 |

### 3 × 5 kilometer stafett
7 mars 1958
| Medalj | Lag                                                           | Tid       |
| ------ | ------------------------------------------------------------- | --------- |
| Guld   | USSR (Radja Jerosjina, Alevtina Koltjina, Ljubov Kozyreva)    | 58.32,4   |
| Silver | Finland (Toini Mikkola-Pöysti, Pirkko Korkee, Siiri Rantanen) | 1:00.14,0 |
| Brons  | Sverige (Märta Norberg, Irma Johansson, Sonja Edström)        | 1:01.58,5 |

## Nordisk kombination, herrar

### Individuellt
2-3 mars 1958
| Medalj | Tävlande                | Poäng   |
| Guld   | Paavo Korhonen, Finland | 448,500 |
| Silver | Sverre Stenersen, Norge | 447,690 |
| Brons  | Gunder Gundersen, Norge | 444,552 |

## Backhoppning, herrar

### Stora backen
9 mars 1958
| Medalj | Tävlande                      | Poäng |
| Guld   | Juhani Kärkinen, Finland      | 224,5 |
| Silver | Ensio Hyytiä, Finland         | 214,5 |
| Brons  | Helmut Recknagel, Östtyskland | 213,5 |

## Medaljligan
| Pl. | Nation        | Guld | Silver | Brons | Totalt |
| --- | ------------- | ---- | ------ | ----- | ------ |
| 1   | Finland       | 4    | 3      | 3     | 10     |
| 2   | Sovjetunionen | 2    | 4      | 1     | 7      |
| 3   | Sverige       | 2    | 0      | 2     | 4      |
| 4   | Norge         | 0    | 1      | 1     | 2      |
| 5   | Östtyskland   | 0    | 0      | 1     | 1      |